# 妙顕寺 (福山市)
妙顕寺（みょうけんじ）は、広島県福山市水呑町にある日蓮宗の寺院。山号は妙性山。西龍華。旧本山は大本山妙顕寺(四条門流)、奠師法縁(奠統会)。境内には福山市指定樹木のイチョウがある。

## 歴史
延文元年（1356年）龍華院日像菩薩を開山に三原一乗（法華一乗、刀匠）の開基で創建された。現在の本堂は享保9年（1724年）再建されたもの。

## 旧末寺
日蓮宗は昭和16年に本末を解体したため、現在では、旧本山、旧末寺と呼びならわしている。
- 妙性山玄祥寺(福山市水呑町)
- 法雲山壽泉寺(福山市水呑町)
- 妙性山玉泉寺(福山市水呑町)
- 小松山顕應寺(福山市田尻町)
- 法星山本光寺(福山市沼隈町大字下山南)
- 安立山善住寺(福山市水呑町)

## 参考資料
- 日蓮宗寺院大鑑編集委員会『宗祖第七百遠忌記念出版 日蓮宗寺院大鑑』大本山池上本門寺 (1981年)

## 水呑町の六ヶ寺
妙顕寺以外に
- 重顕寺
- 善住寺
- 玄祥寺
- 寿泉寺
- 玉泉寺

がある。

## 公式サイト
- 公式ウェブサイト（日本語）

座標: 北緯34度26分49.9秒 東経133度22分33.6秒 / 北緯34.447194度 東経133.376000度